# Nacka försöksgymnasium
Nacka försöksgymnasium var en kommunal gymnasieskola belägen i Nacka i Stockholms län

## Historik
Skolan började 1959 samma år som enhetsskolan var helt införd i Nacka.
Skolbyggnaden är från 1959, ritad av Lennart Brundin.
1959–1966 var namnet Nacka försöksgymnasium. Studentexamen gavs från 1962 till 1968.  